# 太平洋胸棘鯛
太平洋胸棘鯛輻鰭魚綱金眼鯛目燧鯛亞目燧鯛科的其中一種，分布於東南太平洋區，從加拉巴哥群島、厄瓜多至秘魯海域，棲息深度約703公尺，體長可達17.3公分，棲息在深水域，無經濟價值。

## 擴展閱讀
維基物種上的相關：太平洋胸棘鯛